# Bayan Muna
Bayan Muna is een links-georiënteerde politieke partij in de Filipijnen. 
Bayan Muna behaalde bij de laatste verkiezingen voor het Huis van Afgevaardigde in 2007 het op een na grootste aantal stemmen van alle partij-lijst-partijen. Bij die verkiezingen werden Satur Ocampo en Teodoro Casiño gekozen als afgevaardigden namens Bayan Muna.

## Afgevaardigden in het Huis
- 12e congres (2001-2004) - Crispin Beltran, Liza Maza en Satur Ocampo
- 13e congres (2004-2007) - Teodoro Casiño, Satur Ocampo en Joel Virador
- 14e congres (2007-2010) - Teodoro Casiño, Satur Ocampo